# John Crombez
John Crombez (ur. 19 września 1973 w Ostendzie) – belgijski i flamandzki polityk oraz ekonomista, sekretarz stanu na szczeblu krajowym, parlamentarzysta, przewodniczący Partii Socjalistycznej (2015–2019).

## Życiorys
Z wykształcenia ekonomista, absolwent Uniwersytetu Gandawskiego. Pracował jako nauczyciel akademicki w ramach Hogeschool Gent. Zaangażował się w działalność polityczną w ramach flamandzkiej Partii Socjalistycznej. W latach 2009–2011 był posłem do Parlamentu Flamandzkiego, gdzie od 2010 stał na czele klubu deputowanych swojego ugrupowania. Od 2009 do 2010 wchodził jednocześnie w skład federalnego Senatu (z nominacji regionalnego parlamentu).
W latach 2011–2014 był sekretarzem ds. przeciwdziałania defraudacji w rządzie, którym kierował Elio Di Rupo. W 2013 uzyskał mandat radnego Ostendy, a w 2014 powrócił do Parlamentu Flamandzkiego. 13 czerwca 2015 objął funkcję przewodniczącego Partii Socjalistycznej (jego poprzednikiem był Bruno Tobback). W 2019 wybrany na posła do federalnej Izby Reprezentantów. W tym samym roku na czele partii zastąpił go Conner Rousseau. W 2020 zrezygnował z mandatu poselskiego w związku z objęciem funkcji kierownika projektu w szpitalu uniwersyteckim w Gandawie.